# Фрідріх Ріфе
Фрідріх Ріфе (нім. Friedrich Rieve; 27 червня 1896, Кіль — 16 лютого 1981) — німецький військовий діяч, віцеадмірал крігсмаріне (1 жовтня 1943). Кавалер Німецького хреста в золоті.

## Біографія
1 квітня 1914 року вступив на флот кадетом. Пройшов підготовку на важкому крейсері «Вікторія Луїза» і на курсах при військово-морському училищі в Мюрвіке. Учасник Першої світової війни, служив в 1-му морському полку у Фландрії, потім навігаційним офіцером на лінійному кораблі «Віттельсбах» (18 січня — 5 березня 1916), на легких крейсерах «Кенігсберг» (1 жовтня 1916 — 22 січня 1918) і «Страсбург» (5 березня 1918 — 10 січня 1919).
Після демобілізації армії залишений на флоті, служив в частинах берегової оборони. З 10 квітня 1923 по 27 вересня 1925 і з 29 травня 1928 по 30 вересня 1929 року — інструктор корабельного артилерійського училища. З 9 листопада 1925 року — вахтовий офіцер на легкому крейсері «Емден». 8 серпня 1931 року переведений в Морське керівництво. З 23 вересня 1931 року — артилерійський офіцер на легкому крейсері «Кенігсберг», з 28 вересня 1932 року — 2-й офіцер Адмірал-штабу в штабі командувача розвідувальними силами. 15 січня 1936 року переведений в Управління військової економіки Імперського військового міністерства, з 6 жовтня 1936 року — начальник відділу.
9 жовтня 1938 року призначений 2-м офіцером Адмірал-штабу в штаб флоту. З 13 листопада 1939 року — командир легкого крейсера «Карлсруе», під час операції «Везерюбунг» командував 4-ю бойовою групою, що діяла в районі Крістіансанна. До складу групи увійшли легкий крейсер «Карлсруе» (флагман), міноносці «Гриф», «Лукс» і «Морський орел», 5 торпедних катерів 2-ї флотилії і плавбаза «Циндао», сили десанту включали батальйон піхоти і артилерійський дивізіон. Група діяла в цілому успішно і захопила Крістіансанн. З 4 травня 1940 року — командувач береговою обороною Осло і Осло-фіорда. З 21 серпня 1940 року — начальник штабу військово-морської станції «Нордзе». З 11 травня 1943 року — командувач-адмірал в районі Ла-Маншу. 8 вересня 1944 року у зв'язку з низкою поразок Німеччини на Заході відомство Ріфе було розформовано, а сам він 9 вересня призначений адміралом при командуванні групи армій «B», 11 листопада 1944 року переведений на аналогічну посаду в групу армій «D». 11 грудня 1944 року переведений в розпорядження Вищого морського командування в Північному морі, а 4 січня 1945 року призначений інспектором протигазової і протиповітряної оборони ВМС. 1 березня 1945 року очолив Адміністративне управління ОКМ. 22 липня 1945 року інтернований союзниками. 28 грудня 1946 року звільнений.

## Нагороди
- Залізний хрест
  - 2-го класу (4 квітня 1915)
  - 1-го класу (28 липня 1920)
- Сілезький Орел 2-го ступеня (20 грудня 1919)
- Хрест Левенфельда
  - 2-го класу
  - 1-го класу (31 травня 1921)
- Фландрійський хрест
- Почесний хрест ветерана війни з мечами (5 січня 1935)
- Медаль «За вислугу років у Вермахті»
  - 4-го, 3-го і 2-го класу (18 років; 2 жовтня 1936) — отримав 3 нагороди одночасно.
  - 1-го класу (25 років; 1 квітня 1939)
- Медаль «У пам'ять 1 жовтня 1938» (20 грудня 1939)
- Застібка до Залізного хреста
  - 2-го класу (12 квітня 1940)
  - 1-го класу (13 квітня 1940)
- Німецький хрест в золоті (2 лютого 1942)
- Нагрудний знак флоту (8 травня 1942)